# 李有幹
李有幹（Lee you-gan，1913年—1937年），汉族，四川雙板鄉人，中華民國空軍軍官。

## 事蹟
任中國空軍第四大隊第二十二隊少尉本級隊員，1937年9月18日奉命率隊轟炸停泊於上海黃浦江中的日寇旗艦，在敵軍高射炮的密集射擊下反覆俯衝轟炸，不幸被敵人的高射炮擊中墜機壯烈殉國。時年二十四歲，追贈中尉。

## 相關
- 高志航
- 筧橋英烈傳